# Bob Schwartz
Robert Edward Schwartz, detto Bob (Madison, 14 gennaio 1919 – Tucson, 3 giugno 1995), è stato un cestista statunitense, professionista nella NBL.

## Carriera
Giocò una stagione nella NBL, disputando 13 partite con 5,6 punti di media.